# Општина Кршко
Општина Кршко (словен. Krško) је једна од општина Посавска регије у држави Словенији. Седиште општине је истоимени град Кршко.

## Природне одлике
Рељеф: Општина Кршко налази се у југоисточном делу Словеније. Средишњи део општине је равница, која се образовала између река Саве и Крке. На југу се налази планина Горјанци, а на северу побрђе Козјанско и планина Јаворник.
Клима: У општини влада умерено континентална клима.
Воде: Најважнији водоток је река Сава у средишњем делу општине, а после ње река Крка у јужном делу. Сви остали водотоци су мањи и притоке наведених већих водотока.

## Становништво
Општина Кршко је средње густо насељена.

## Насеља општине
| - Ановец - Анже - Апненик при Великем Трну - Ардро под Великим Трном - Ардро при Раки - Армешко - Бреге - Брестаница - Брезје при Довшкем - Брезје при Раки - Брезје при Сенушах - Брезје в Подбочју - Брезовица в Подбочју - Брезовска Гора - Брлог - Брод в Подбочју - Бучерца - Велика Вас при Кршкем - Велики Дол - Велики Камен - Велики Подлог - Велики Трн - Велико Мрашево - Венише - Видем - Вихре - Воловник - Врбина - Врх при Површју - Врхуље - Гмајна - Голек - Голи Врх - Гора - Горења Лепа Вас - Горења Вас при Лесковцу - Горење Доле - Горењи Лесковец - Горица при Разтезу | - Горица - Горње Пијавшко - Градец - Градишче при Раки - Градње - Гржеча Вас - Гунте - Далце - Дедни Врх - Добрава об Крки - Добрава под Рако - Доброва - Дол - Долења Лепа Вас - Долења Вас при Кршкем - Долења Вас при Раки - Долењи Лесковец - Долга Рака - Довшко - Дреновец при Лесковцу - Дрново - Дунај - Жабјек в Подбочју - Жадовинек - Жење - Забуковје при Раки - Залоке - Здоле - Ивандол - Јеленик - Јелше - Јелшевец - Калце - Калце-Накло - Калишовец - Керинов Грм - Кобиле - Кочно - Копривница - Коритница | - Костањек - Кремен - Кршко - Кржишче - Лесковец при Кршкем - Либељ - Либна - Локе - Локве - Ломно - Мали Камен - Мали Корен - Мали Подлог - Мали Трн - Мало Мрашево - Микоте - Младје - Мрчна Села - Мртвице - Немшка Гора - Немшка Вас - Нова Гора - Осредек при Тршки Гори - Песје - Пијана Гора - Планина при Раки - Планина в Подбочју - Плетерје - Подбочје - Подлипа - Подулце - Површје - Премаговце - Пресладол - Пристава об Крки - Пристава под Рако - Пристава при Лесковцу - Прушња Вас - Рака | - Равне при Здолах - Равни - Равно - Разтез - Рештањ - Рожно - Села при Раки - Селце при Лесковцу - Село - Сеново - Сеножете - Сенуше - Сливје - Смечице - Смедник - Сподња Либна - Сподње Дуле - Сподње Пијавшко - Сподњи Стари Град - Средње Арто - Средње Пијавшко - Сремич - Стари Град в Подбочју - Стари Град - Столовник - Страње - Стража при Кршкем - Стража при Раки - Стрмо Ребро - Тршка Гора - Фрлуга - Храстек - Целине - Цеста - Цирје - Чрешњице над Пијавшким - Чретеж при Кршкем - Шедем - Шутна |  |